# Bathypterois longicauda
Bathypterois longicauda är en fiskart som beskrevs av Günther, 1878. Bathypterois longicauda ingår i släktet Bathypterois och familjen Ipnopidae. Inga underarter finns listade.

## Bildgalleri

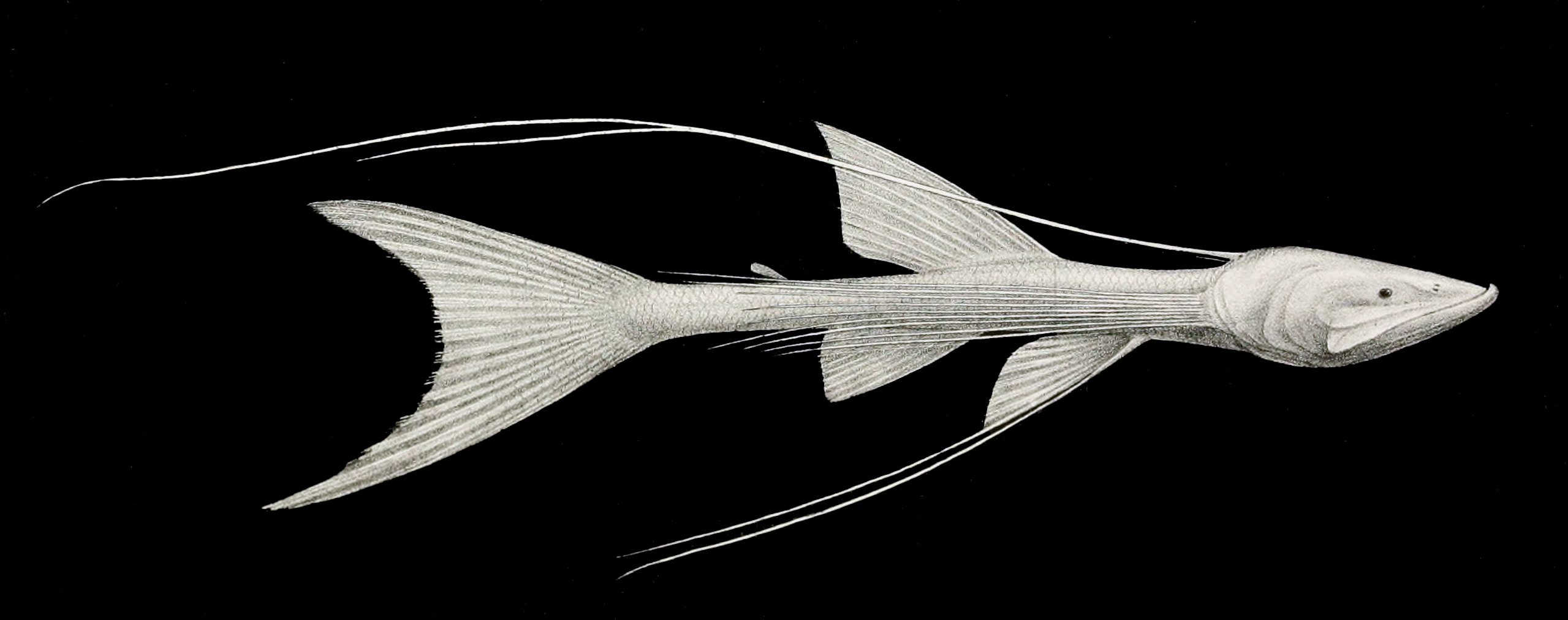